# Бација (Месина)
Бација је насеље у Италији у округу Месина, региону Сицилија.
Према процени из 2011. у насељу је живело 6 становника. Насеље се налази на надморској висини од 4 м.